# 네버윈터 나이츠
《네버윈터 나이츠》(Neverwinter Nights, NWN)는 바이오웨어가 개발하고 인포그램즈(아타리에 합병)가 발행한 3인칭 시점의 컴퓨터 롤플레잉 게임으로, 던전 앤 드래곤 3판 규칙과 포가튼 렐름 세계관에 기반해서 제작되었다. 원래는 인터플레이가 발행할 예정이었으나, 발행사의 재정난으로 변경되었다. 인포그램즈는 《네버윈터 나이츠》를 2002년 6월 18일에 윈도우용으로 발매했고, 바이오웨어는 2003년 6월에 무료로 다운로드할 수 있는 리눅스용 클라이언트를 내 놓았다(게임 패키지를 구입해야 사용할 수 있었다). 맥소프트는 2003년 8월에 맥 오에스 텐용으로 포팅된 게임을 발매했다. 2002년 6월 28일에 대한민국에서 한국어판 《네버윈터 나이츠》가 발매되었다.
이 게임은 1991년에서 1997년까지 AOL에 의해 운영된 최초의 그래픽 MMORPG인 《네버윈터 나이츠》의 방식을 일부 따르고 있다.
발매된 제품에는 게임 엔진, 싱글플레이 또는 멀티플레이로 즐길 수 있는 캠패인, 사용자 콘텐츠를 만들 때 사용할 수 있는 오로라 툴셋(윈도우 전용)이 포함되어 있다.
확장팩 《네버윈터 나이츠: 쉐도우 오브 언드렌타이드》가 2003년 6월에 발매되었으며, 이어지는 확장팩 《네버윈터 나이츠: 호드 오브 언더다크》가 2003년 12월에 발매되었다. 2005년 10월에는 세 개의 새로운 모듈을 포함한 확장팩 《네버윈터 나이츠: 킹 메이커》가 출시되었다. 이어서 2006년 9월에는 또 다른 확장팩 《와이번 크라운 오브 코르미르》가 출시되었다. 2006년 10월 31일에 후속작인 《네버윈터 나이츠 2》(Neverwinter Nights 2)가 발매되었다.

## 소개
캐릭터를 발전시켜 서사적인 영웅으로 키워내는 것이 이 게임의 핵심이다. 게임 엔진과 함께 제공된 오리지널 캠패인에서 플레이어는 단독으로 강력한 사교집단을 물리치고, 도시에 만연하는 전염병을 막기 위한 네 가지 시약을 모으며, 네버윈터시를 공격하려는 적들의 음모를 분쇄하고, 그 밖에 많은 사이드 퀘스트도 수행해야 한다.
공식 캠패인의 첫 번째와 마직막 장은 네버윈터시 내부에서 벌어지는 일이지만, 이야기 중반부에 이르면 플레이어들은 도시 외부를 탐험하게 되고, 마침내 북쪽의 러스칸시에까지 이르게 된다. 네버윈터시는 던전 앤 드래곤의 캠패인 설정인 포가튼 렐름의 세계에서 페이룬의 소드 코스트 지역에 있는 도시이다.

## 줄거리

### 서장
튜토리얼은 네버윈터 아카데미에서 시작한다. 플레이어는 도시를 휩쓸고 있는 전염병인 웨일링 데스에 맞서는 데 도움을 주기 위해 레이디 아리베스를 찾아왔지만, 수수께끼의 암살자들에 의해서 아카데미의 학생과 교사 대부분이 살해당한다. 습격을 틈타 워터딥에서 보내 온 네 종류의 생물들이 달아났고, 플레이어는 네버윈터의 전염병을 치료할 약을 만들기 위해 그 생물들을 되찾아 와야만 한다.

### 1장
게임은 네버윈터의 시티 코어에 있는 티르의 사원에서 시작하며, 플레이어는 이 곳에서 펜딕 모스와 데스티어를 처음 만나게 된다. 펜딕 모스는 아리베스의 연인이며, 플레이어의 행동을 칭찬하고 도움을 요청한다. 반면 데스티어는 시종일관 시큰둥한 반응을 보인다. 아리베스는 치료제의 네 가지 재료가 되는 생물들을 구해올 것을 플레이어에게 의뢰한다. 워터딥에서 보내 온 네 종류의 생물은 유안티, 드라이어드, 인텔렉트 디바우러, 그리고 코커트리스이다.
플레이어는 곧바로 도시의 네 구역으로 보내진다. 네버윈터 감옥이 있는 반도(the Peninsula), 범죄가 만연한 항구 지역(Docks district), 부유층이 사는 블랙래이크 지역(Blacklake district), 그리고 베거스 네스트의 슬럼 지역(the slums of Beggers' Nest)을 방문하면, 모든 구역에서 (나중에 사실로 밝혀지듯이)워터드해비언 생물들과 관련이 있는 듯 한 소동이 벌어지고 있다.
플레이어가 치료제의 시약을 모두 발견하면, 그 사실은 전염병을 퍼뜨리고 있는 사교집단의 관심을 끌게 된다. 플레이어는 익명으로 표시되는 수수께끼의 암살자들로부터 공격을 받으면서, 웨일링 데스의 배후에 숨겨진 사악한 계획에 대한 힌트를 얻게 된다.
1장의 결말
치료제를 만드는 의식을 치르는 동안, 데스티어의 헬마이트들이 네버윈터 성을 공격한다. 혼란한 틈을 타 데스티어와 그의 타락한 헬마이트들은 완성된 치료제를 훔친 다음 포털을 통해 달아나고, 펜딕이 그들을 뒤쫓아간다. 플레이어는 그들을 쫓아 포털을 통해 헬름즈 홀드로 가라는 명령을 받으며, 그곳에서 진짜 헬마이트들은 죽거나 감금당해 있다는 사실이 밝혀진다. 데스티어가 만든 언데드들과의 전투를 거쳐 마침내 데스티어를 발견하면 짧은 전투가 벌어지게 되고, 패배한 데스티어는 항복하고 그 죄에 따라 화형에 처해진다. 데스티어의 진의를 모른 채 그를 도왔던 펜딕 역시 교수형을 당한다.

### 2장
플레이어는 네버윈터를 공격했던 사교집단을 찾는 데 도움을 요청한 아리베스를 찾아 포트 라스트에 도착한다. 아리베스는 플레이어에게 로드 네셔의 첩보담당인 아린 겐드를 만나라고 한다. 아린 겐드는 플레이어에게 최근들어 근처의 동굴에서 휴머노이드들의 출현이 빈번해진 것이 사교집단이 관련된 것으로 의심된다며 그 동굴을 조사해보라고 한다. 플레이어는 동굴을 탐험하여 버그베어 지도자가 있는 곳까지 다다르게 되고, 한 사교도가 휴머노이드들을 결집시키고 있다는 사실을 알아낸다. 아리베스는 플레이어가 사교도의 일기장을 가지고 돌아온 것에 대해서는 축하해 주지만, 사교집단의 본거지에 대한 명확한 증거를 찾아 올 것을 요구한다.
차우드를 탐사하던 플레이어는 시간이 멈춰진 듯 한 흉물스러운 성을 발견한다. 차우드 여관에서 미친 사교도를 찾아내 죽인 후, 그의 일기장에서 사교집단의 본부가 러스칸에 있다는 것을 알아낸다.
플레이어는 네버윈터 우드에서 벌어진 사건의 조사를 의뢰받는다. 플레이어는 스피릿 오브 우드가 미쳐버려 숲 속의 모든 동물들이 인간을 보자 마자 공격하게 되었다는 것을 알아낸다. 스피릿의 영역으로 들어갈 수 있는 길을 발견한 플레이어는, 그곳에서 스피릿 영역의 영향으로 완전히 미쳐버린 또 다른 사교도를 발견한다. 플레이어는 사교도를 죽이고 일기장을 입수한다. 그 후에 플레이어는 스피릿을 치료하거나 죽여버릴 수 있으며, 그 소식을 숲의 아크 드루이드에게 전하고 보상을 받는다.
때때로 플레이어는 사교도에 의한 매복공격을 받으며, 그들을 죽이면 사교집단의 위치를 알려줄 수도 있는 일기장이나, 모우그림에게서 온 편지 따위를 남긴다.
두 가지의 명확한 증거를 확보해서 제공하면, 아리베스는 사교집단이 러스칸에 있다는 것을 확신하고 플레이어에게 그 정보를 겐드에게 전하도록 시킨다. 겐드는 자신의 친구가 플레이어를 러스칸에 들여보내 줄 것이며, 러스칸에 있는 티르의 사원에서 아리베스와 자신을 만나자고 한다.
2장의 결말
플레이어가 러스칸에 있는 티르의 사원에 들어가면, 아리베스가 이미 러스칸을 지배하는 아케인 브라더후드 타워로 갔다는 사실을 듣게 된다. 현재 다섯 명의 하이 캡틴 중 두 명이 러스칸의 지배권을 놓고 전투를 벌이고 있으며, 나머지 셋은 죽은 것으로 여겨진다. 겐드는 플레이어가 두 명의 하이 캡틴 중, 한 편을 들어 상대방을 쓰러뜨리고 브라더후드 타워로 들어갈 수 있는 통행증을 얻기를 원한다. 둘 중 한 명의 하이 캡틴과의 전투가 끝나면, 겐드는 타워에 들어갈 수 있는 가짜 통행증을 만들어 준다.
타워에 들어서면 플레이어는 아리베스가 사교도에 동조한다는 말을 듣게 된다. 이제 플레이어는 그녀를 저지하기 위해 타워의 아홉 층을 거쳐 꼭대기까지 올라가야 한다. 타워의 꼭대기에서 플레이어는 아리베스가 모우그림과 고대인의 여왕 모레그를 만나고 있는 현장에 들이닥치게 된다. 그들이 떠난 후 남겨진 부하들과의 전투가 벌어지며, 전투를 끝낸 후 티르의 사원으로 돌아가서 겐드에게 아리베스의 배신과, 워즈 오브 파워라는 고대 마법의 유물을 되찾으려는 사교집단의 계획에 대해서 보고한다. 일행은 베루나즈 웰로 이동하고 이야기는 3장으로 이어진다.

### 3장
이 장은 남아 있는 세 개의 워즈 오브 파워의 탈환을 중심으로 전개된다. 총 네 개의 워즈 오브 파워가 있지만, 하나는 2장의 네버윈터 우드에서 사교집단이 가져갔다. 세 개를 모두 찾으면 영웅은 최후의 전투를 위해 네버윈터로 돌아가, 자신들의 지도자에게 반란을 일으킨 고대인인 해어드랄린을 만나게 된다.

### 4장
사실 모레그는 모우그림을 자신의 말을 전하는 수단으로 사용하고 있을 뿐이며, 그녀의 본체는 소스 스톤 내부에 있다는 것이 밝혀진다. 소스 스톤은 모레그와 다른 고대인들이 잠들어 있는 모레그의 포켓 차원으로 들어가는 입구로 사용되는 마법의 돌이다. 플레이어는 아리베스와 대면하고 그녀를 설득하여 되돌리든지 아니면 무자비하게 처단한 다음, 모우그림과도 대결하여 그를 죽이고 마지막 워드를 되찾아야 한다. 모든 일이 마무리되면, 플레이어는 소스 스톤이 보관된 네버윈터성의 지하로 가서 네 개의 워즈 오브 파워를 사용하여 포털을 열고 그 안으로 들어간다. 그곳에서 플레이어는 모레그에 맞서 최후의 전투를 벌인다. 모레그가 죽으면서 소스 스톤과 그 안의 세계는 붕괴되기 시작하지만, 해어드랄린이 플레이어를 위해 작은 포털을 만들어 탈출시킨다. 소스 스톤이 파괴되는 모습과 에필로그를 보여주며 게임은 끝난다.

## 게임 플레이
던전 앤 드래곤에서처럼 플레이어가 가장 먼저 해야 할 일은 캐릭터를 만드는 것이다. 플레이어는 캐릭터의 성별과 종족, 클래스, 가치관, 능력치(힘, 민첩성 등), 능력(기술, 피트 등), 외모, 이름을 정할 수 있다. 플레이어의 선택에 따라서 캐릭터에 매우 다양한 변화를 줄 수 있는데, 예를 들어 주로 야외에서 생활하는 사람(레인저 클래스)이나 치료사(클레릭 클래스) 캐릭터를 만든 다음, 그들에게 가장 유용하게 사용될 것이라 생각하는 기술이나 피트를 선택하면 된다(예를 들어, 레인저는 동물 교감 기술을, 클레릭은 전투 시전 피트를 선택하는 것이 유용할 것이다).
게임의 분량은 긴 편으로 오리지널 《네버윈터 나이츠》가 CD 3장 분량이며, 각각의 확장팩은 CD 1장 분량이다. 오리지널 캠패인은 짧은 서장과 네 개의 장으로 구성되어 있으며, 각 장에는 장 전반에 걸친 전체적인 이야기가 존재하고(예를 들어, 첫 번째 장은 네버윈터를 덮친 수수께끼의 전염병에 대항하는 이야기이다), 많은 퀘스트와 사이드 퀘스트, 짧은 이야기들로 구성된다. 특정한 퀘스트를 수행했는지에 따라서, 또는 특정한 아이템을 소지했는지에 따라 일부 이야기가 달라지기도 한다(헨치맨이나 아리베스의 이야기 등). 사이드 퀘스트를 많이 수행하면 캐릭터는 더 많은 경험치와 특별한 아이템을 얻을 수 있으며, 이를 통해서 더 빨리 레벨을 올리고 게임을 좀 더 쉽게 풀어나갈 수 있게 된다. 예를 들어, 1장과 2장의 모든 퀘스트를 완수했을 경우, 13레벨 캐릭터로 3장을 시작할 수 있다.
게임의 실질적인 체계는 던전 앤 드래곤 3판 규칙에 기반하고 있으며, 가장 중요한 행동(전투, 추적 등) 역시 주사위 굴림에 기반하고 있다. 예를 들어, 전사가 공격을 했을 때 그 공격이 명중했는지 여부를 확인하기 위해 20면체 주사위(게임에서는 d20으로 표현된다)를 굴리고, 무기의 종류에 따라 다시 한 번 주사위를 굴려 피해치를 결정한다(롱소드는 8면체(d8), 그레이트소드는 6면체 2번(2d6) 등).

## 멀티플레이
충실한 멀티플레이 요소들은 《네버윈터 나이츠》를 기존의 다른 던전 앤 드래곤 게임들 보다 돋보이게 하며, 플레이어가 선택할 수 있는 많은 게임 서버들이 존재한다. 각 서버는 하드웨어 사양과 네트워크 대역폭에 따라서 한 모듈에 최대 72명의 플레이어들이 동시에 접속할 수 있다. 《네버윈터 나이츠》의 게임 모듈은 퍼시스턴트 월드(머드와 유사한 형태)나 컴뱃 아레나(PVP 모듈), 대화방처럼 단순히 사교활동을 위한 모듈 등 다양한 장르와 주제로 운영된다. 플레이어는 게임에 포함된 오리지널 캠패인을 친구들과 함께 플레이 할 수도 있으며, 만약 빌더(네버윈터 나이츠의 사용자 콘텐츠 제작자) 팀을 짜서 개발에 도전한다면, 상용 MMORPG에 버금가는 광활한 지역과 규모를 갖는 가상의 세계를 만들어낼 수도 있다. 바이오웨어는 이러한 퍼시스턴트 월드에 대해서는 저작권 문제로 오직 무료로만 제공되어야만 한다고 하였다.
많은 퍼시스턴트 월드들이 여전히 업데이트되고 개선되면서 활동적으로 운영되고 있다. 주목할 만한 예로는 Avlis, Arkaz, Layonara 등이 있다. 서버들을 서로 연결하여 거대한 멀티 서버 월드를 생성할 수도 있다. 선례를 찾아보면 어 랜드 파 어웨이(A Land Far Away)와 컨페더레이션 오브 플레인즈 앤 플래니츠(Confederation of Planes and Planets)가 있다.
게임스파이에 의해 제공되는 채팅 기능을 제외하면 《네버윈터 나이츠》는 전체 채팅 기능을 제공하지 않게 때문에, 플레이어들은 일반적으로 게임의 멀티플레이 인터페이스를 통해 즉석에서 게임에 참가하거나, 친구들과 미리 게임 약속을 잡아 놓는다. 네버윈터 커넥션스(Neverwinter Connections)와 같은 주선 사이트는 게임 일정을 짜는 것을 더 편하게 해 주며, 이것은 전통적인 펜-앤-페이퍼 롤 플레잉 게임과 비슷한 방식이다. 퍼시스턴트 월드들은 플레이어들을 그들의 홈페이지로 초대하고 거기에서 게임을 하도록 함으로써 이러한 역할을 수행한다.
《네버윈터 나이츠》의 가장 중요한 특징 중 하나는 DM 또는 던전 마스터 클라이언트이다. 이 도구는 개인이 전통적인 던전 마스터의 역할을 맡아 플레이어들을 이야기 속으로 이끌어 갈 수 있도록 해주며, 서버의 완전한 제어권을 제공한다. 비록 《네버윈터 나이츠》가 이 기능을 사용한 첫 번째 게임은 아니지만(화이트 울프에서 출판한 게임북에 기반한 게임 《뱀파이어: 더 머스커레이드》가 보다 기초적인 버전의 사례 중 하나이다), 《네버윈터 나이츠》는 이 기능의 가장 발전된 형태를 가지고 있으며, 그렇기 때문에 현재 발매된 컴퓨터 롤플레잉 게임 중에서 가장 몰입도가 높을 롤플레잉 경험을 제공해 준다. DM 클라이언트는 플레이어들이 획일적인 캠패인의 진행에 관여할 수 있도록 했으며, 퍼시스턴트 월드 서버는 사실성을 높이기 위해 서버의 던전 마스터가 NPC를 실시간으로 지배할 수 있도록 함으로써 더 다양한 플레이 경험을 제공한다.

## 사용자 콘텐츠
《네버윈터 나이츠》는 플레이어가 네버윈터 나이츠용 모듈을 직접 만들 수 있는 오로라 툴셋과 함께 발매되었다. 모듈은 온라인 멀티플레이어 월드, 싱글플레이 모험, 캐릭터 트레이너, 또는 기술 시연용의 형태로 만들어질 수 있다. 게다가 서드파티 유틸리티들은 게임을 위한 사용자 콘텐츠를 제작하는 커뮤니티의 역량을 더욱 높여주었다.
빌더들은 오로라 툴셋이 제공하는 타일 시스템을 사용해서 지역 지도를 만들 수 있으며, 타일의 모양과 표면 질감은 각 지역에 적용된 타일셋에 의해서 정의된다. 빌더는 배치 가능한 물체를 지역에 배치할 수 있으며, 컷 신이나 퀘스트, 미니 게임 또는 대화를 수행하게 하기 위해서 내장된 스크립트 언어인 NWScript를 사용할 수 있다. NWScript는 C++에 기반한 스크립트 언어이다.
서드 파티 유틸리티는 빌더들이 플레이 가능한 종족과 캐릭터 클래스에서부터 새로운 타일셋, 몬스터, 장비에 이르기까지 게임의 모든 부분에 적용할 수 있는 사용자 콘텐츠를 만들 수 있도록 해준다. 사용자 콘텐츠는 핵 팩의 형태로 게임에 추가된다. 빌더들은 오리지널 캠패인의 영역을 벗어나는 게임 경험을 제공하기 위해 오로라 툴셋과 핵 팩을 함께 이용해 왔다. 오래된 게임임에도 불구하고 네버윈터 나이츠 사용자 콘텐츠 커뮤니티는 여전히 활동하고 있다.
오로라 툴셋은 리눅스와 맥 오에스 텐 판의 《네버윈터 나이츠》에서는 사용할 수 없다. 오픈 소스 프로젝트 네버에디트(Neveredit)가 툴셋의 기능을 이들 플랫폼으로 포팅하기 위해 노력했지만, 현재는 작업이 잠정 중단된 상태이다.
완전한 사용자 제작 콘텐츠라는 면에서 보면, 그 선두주자는 분명 커뮤니티 익스팬션 팩(Community Expansion Pack, CEP)을 만든 팀이 분명하다. 《네버윈터 나이츠》 빌더들로 이루어진 작은 그룹이 감독한 CEP 프로젝트는, 엄청난 양의 사용자 제작 아이템, 생물, 캐릭터 외형들을 수집하여 상호 연계된 일련의 파일들로 만든 것이다. CEP 팀에 의해 검증을 받은 콘텐트만이 CEP에 추가되었으며, 이렇게 해서 현재까지 가장 널리 사용되는 네버윈터 나이츠 사용자 제작 확장팩이 만들어졌다. 그리고 CEP는 바이오웨어의 공식 사이트에서 자리를 배정받은 유일한 사용자 제작 콘텐트가 되었다.
CEP의 놀라운 성공과 유명세 덕분에, CEP가 발표된 지 수 년 후에 그 자매 프로젝트들이 시작되었다. 커뮤니티 타일셋 프로젝트(Community Tileset Project, CTP)는 CEP의 성공을 모방하려고 하지만, 그들이 집중하는 것은 기본적인 네버윈터 나이츠의 지도를 만들 때 사용하는 사용자 제작 타일셋을 수집하는 것이다. 진척이 느리기는 해도 팀 자체는 여전히 함께 작업을 진행하고 있다.
맥 오에스 텐 버전의 게임을 구입했던 사람들은 매뉴얼과 상자의 겉면에 표시된 광고에 에디터가 언급되어 있었음에도, 정작 내용에는 에디터가 포함되어있지 않았던 것에 대해서 불만을 토로했다.

## 확장팩
- 《네버윈터 나이츠: 쉐도우 오브 언드렌타이드》(Neverwinter Nights: Shadows of Undrentide, SoU)

이 확장 시나리오 팩은 2003년 6월에 출시되었다. 5 종류의 프레스티지 클래스가 추가되었고, 16 종류의 새로운 생물(그 중 둘은 추가 패밀리어), 3 종류의 새로운 타일셋, 그리고 30 종류의 새로운 피트와 50 종류의 새로운 주문이 추가되었으며, 오로라 툴셋 사용자들을 위한 스크립트 함수도 추가되었다. 확장팩은 몇 가지 잃어버린 마법 물체를 찾기 위해 보내진 한 학생에 관한 이야기를 담고 있다. 이야기는 실버 마치에서 시작되며, 결국 아나로치의 사막과 고대 네더릴의 도시인 언드렌타이드를 향해 나아가게 된다.
- 《네버윈터 나이츠: 호드 오브 언더다크》(Neverwinter Nights: Hordes of the Underdark, HotU)

2003년 11월에 출시되었으며, 레벨 제한이 40(에픽 레벨)까지 올랐고, 그러한 캐릭터가 사용할 수 있는 여러 주문과 아이템이 추가되었다. 더 많은 타일셋이 추가되었으며, 프레스티지 클래스, 피트, 능력, 예전의 버전에서는 지원하지 않았던 인텔 펜티엄 4 프로세서와의 호환성 향상 등이 추가되었다. 최소한 12레벨의 캐릭터(만약 캐릭터가 12레벨 이하라면 15레벨로 올라간다)로 시작하며, 이야기는 《네버윈터 나이츠: 쉐도우 오브 언드렌타이드》의 마지막 부분에서 이어져 언더다크라 알려진 광대한 지하세계로 플레이어를 인도한다. 이야기의 첫 번째 장은 워터딥의 지하에 있는 언더마운틴에서 시작한다.
- 《네버윈터 나이츠: 킹 메이커》(Neverwinter Nights: Kingmaker)

〈네버윈터 나이츠: 킹 메이커〉, 〈네버윈터 나이츠: 섀도우 가드〉, 〈네버윈터 나이츠: 위치스 웨이크〉의 세 가지 프리미엄 모듈을 포함하고 있다.
2003년 초 플레이어 리소스 컨소시엄(Player Resource Consortium, PRC)이 게임에 클래스, 종족, 기술, 주문을 추가해 주는 핵 팩 묶음인 PRC를 선보였다. 2006년 5월 20일 기준으로, PRC는 오리지널 게임에 있었던 프레스티지 클래스 보다 최소한 세 배가 많은 클래스를 포함하고 있다. 또한 PRC는 바이오웨어의 오로라 엔진을 더 잘 사용하는 여러 에픽 주문들과 많은 보통 주문들을 추가해 준다. 추가된 주문들은 순간이동, 전위, 미로, 말 소환 등이다. 또한 본질적으로는 주문이지만, 파워 포인트를 소모하며 소서러 클래스만 사용할 수 있는 사이오닉 파워도 추가됐다. PRC는 대개 엔진 디자이너가 의도하지 못했던 방법으로 게임 엔진을 몰아붙이기 때문에, 이 핵 팩을 사용할 때에는 주의가 필요하다.
2004년 3월, 커뮤니티의 자료에 기반해서 만들어진 커뮤니티 익스팬션 팩(Community Expansion Pack, CEP)이 나왔다. 자유롭게 다운로드 가능한 이 확장팩의 콘텐츠는 네버윈터 나이츠 커뮤니티의 회원들에 의해 수집되었다. CEP는 이전에 나온 사용자 콘텐츠를 하나의 커다란 핵 팩으로 모은 것이다. 바이오웨어는 CEP의 콘텐츠를 만드는 데에는 관여하지 않았지만, 그것을 장려하기 위한 지원을 제공했다. CEP의 콘텐츠를 사용하려면 툴셋을 사용해서 모듈에 CEP를 추가해야 한다.
확장팩은 아니지만, 아타리는 2002년 게임이 처음 발매된 이후 게임의 새로운 버전들을 출시했다.
- 《네버윈터 나이츠: 골드》(Neverwinter Nights: Gold)는 오리지널 게임과 《네버윈터 나이츠: 쉐도우 오브 언드렌타이드》 확장팩을 묶은 합본이다.

- 《네버윈터 나이츠: 플래티넘》(Neverwinter Nights: Platinum)은 유럽에서는 《네버윈터 나이츠: 디럭스 에디션》(Neverwinter Nights: Deluxe Edition)이라고 불렀다. 세 개의 네버윈터 나이츠 제품을 묶은 것이며, DVD-ROM 한 장 또는 CD-ROM 4 장으로 출시됐다.

- 《네버윈터 나이츠: 다이아몬드》(Neverwinter Nights: Diamond)는 유럽에서는 《네버윈터 나이츠 디럭스: 스페셜 에디션》(Neverwinter Nights Deluxe: Special Edition)이라고 불렀다. 플레티넘 에디션의 모든 내용을 포함하고 《네버윈터 나이츠: 킹 메이커》에 포함된 세 개의 모듈이 추가되었다.

### 프리미엄 모듈
2004년 말, 바이오웨어는 온라인 스토어를 개장하고 디지털 배급 프로그램의 일환으로 프리미엄 모듈이라는 것을 판매하기 시작했다. 이 사업은 바이오웨어의 라이브 팀의 리드 디자이너인 롭 바델(Rob Bartel)이 앞장섰다. 엄밀히 말하자면 확장팩은 아니었지만, 이 작은 크기의 모듈들은 새로운 이야기와 게임 플레이를 선보였다. 이 모듈들에는 종종 새로운 음악이나 그림이 포함되어 있기도 했으며, 바이오웨어는 향후 패치와 업데이트를 통해 이것들을 주 게임과 통합할 것이라고 밝혔다. 최신 패치인 1.68 버전은 프리미엄 모듈에 들어있는 대부분의 음악과 그림을 포함하고 있다.
바이오웨어에 따르면, 프리미엄 모듈을 통해 벌어들인 수익은 팬 커뮤니티를 지원하거나, 게임을 업데이트하고 개선하는 데 사용했다고 한다. 바이오웨어 스토어에서 구입한 모듈은 싱글플레이 모드일지라도 즐기기 위해서는 인터넷 연결이 반드시 필요하다. 확장팩 《네버윈터 나이츠: 킹 메이커》에 포함된 모듈들은 이러한 제한이 없지만, 오로지 윈도용으로만 나왔다. 《네버윈터 나이츠: 다이아몬드》에 포함된 모듈들은 인터넷에 연결할 필요가 없어졌다.
- 〈네버윈터 나이츠: 킹 메이커〉("Neverwinter Nights: Kingmaker")

2004년 11월, 바이오웨어는 훗날 아카데미 오브 인터렉티브 아트 & 사이언스(Academy of Interactive Arts & Sciences)의 올해의 PC RPG 부문을 수상하게 될 자사의 대표적 프리미엄 모듈을 발표했다. 플레이어들은 킵 오브 시안의 악을 물리치고 왕좌를 차지하기 위해 돌아왔다.
- 〈네버윈터 나이츠: 섀도우 가드〉("Neverwinter Nights: ShadowGuard")와 〈네버윈터 나이츠: 위치스 웨이크〉("Neverwinter Nights: Witch's Wake")

〈킹 메이커〉의 발매와 함께 바이오웨어는 커뮤니티 회원인 벤 맥저킨(Ben McJunkin)이 만든 〈네버윈터 나이츠: 섀도우 가드〉와 롭 바델(Rob Bartel)이 만든 동명의 이야기 중심 모듈을 리메이크한 〈네버윈터 나이츠: 위치스 웨이크〉를 포함한 짧은 프리미엄 모듈들을 묶어서 내 놓았다. 다시 만들어진 버전에서는 새로운 하위종족, 음악, 그리고 게임 전체에 걸친 상당한 양의 음성까지 추가되었다.
- 〈네버윈터 나이츠: 파이어릿츠 오브 더 소드 코스트〉("Neverwinter Nights: Pirates of the Sword Coast")

2005년 6월, 바이오웨어는 새로운 프리미엄 모듈이 곧 출시될 것이라고 발표했다. 이 이야기는 네버윈터시에서 시작하며, 긴 항해와 스릴이 넘치는 모험으로 플레이어를 인도한다. 캐릭터는 5 레벨로 시작한다.
- 《네버윈터 나이츠: 킹 메이커》(Neverwinter Nights: Kingmaker) 프리미엄 모듈 컬렉션

아타리는 2005년 9월, 이 CD-ROM 확장팩을 발매했다. 이것은 프리미엄 모듈인 〈네버윈터 나이츠: 킹 메이커〉, 〈네버윈터 나이츠: 섀도우 가드〉, 〈네버윈터 나이츠: 위치스 웨이크〉를 포함하고 있다.
- 〈네버윈터 나이츠: 인피니트 던전스〉("Neverwinter Nights: Infinite Dungeons")

2006년 5월, 바이오웨어는 워터딥 도시 지하의 언더마운틴에서 진행되는 이 프리미엄 모듈을 발매했다. 이 모듈의 특징은 모든 레벨의 모험가에게 맞도록 무작위적으로 생성되는 던전이다. 모듈은 싱글플레이와 멀티플레이를 위해 디자인되었다. 캐릭터를 부활시킬 수 있다는 것만 제외하면, 〈네버윈터 나이츠: 인피니트 던전스〉는 3D로 구현된 로그라이크 게임과 유사하다.
- 〈네버위너 나이츠: 와이번 크라운 오브 코르미르〉("Neverwinter Nights: Wyvern Crown of Cormyr")

2006년 9월, 바이오웨어는 DLA 팀이 개발한 새로운 프리미엄 모듈을 발표했다. 이 모듈의 특징으로는 탑승 가능한 말, 흔들리는 옷과 망토, 새로운 프레스티지 클래스(퍼플 드래곤 나이트), 그리고 대량으로 추가된 새로운 그림, 생물, 타일셋이다. 캐릭터는 6 레벨 또는 7 레벨로 시작하며, 모듈은 대략 18에서 20 시간의 게임 플레이를 제공한다.

### 취소된 모듈
- 〈타이란츠 오브 더 문씨〉("Tyrants of the Moonsea")

2006년 7월, 알라잔더(Alazander)가 최초로 취소되었던 프리미엄 모듈을 네버윈터 볼트에 공개했다. 이 모듈의 이야기는 힐스파 지역에서 전개되며, 검투사 경기를 포함하고 있다. 캐릭터는 12 레벨에서 시작하며, 알테미스 엔트레리(Artemis Entreri)가 이 모듈에 등장한다.
- 〈다크니스 오버 대거포드〉("Darkness over Daggerford")

2006년 8월, 바이오웨어의 프로듀서였던 앨런 미란다(Alan Miranda)가 이끄는 오시안 스튜디오는 두 번째로 취소된 프리미엄 모듈을 네버윈터 볼트에 공개했다. 이야기는 대거포드 주변에서 전개되며, 그 규모에서 《발더스 게이트 2》와 비견되곤 했다. 캐릭터는 8 레벨에서 시작한다.
- 〈위치스 웨이크 II: 더 위치 헌터스〉("Witch's Wake II: The Witch Hunters")

유명한 〈위치스 웨이크〉 프리미엄 모듈의 후속작인 이 모듈은, 무료든 아니든 다운로드 할 수 있도록 공개된 적이 없다.
프리미엄 모듈 프로그램을 위해 DLA 팀이 만든 새 콘텐츠는 계속 게임의 공식 자원으로 추가되고 있다. 2006년 11월 4일, 《네버윈터 나이츠 2》가 출시되었으며, 바이오웨어가 그들이 현재 발매된 모듈에 대한 지원을 멈추지 않을 것이라고 말했음에도 불구하고, 프리미엄 모듈 프로그램을 위한 새로운 지원은 계속될 것 같지 않다. 프리미엄 네버윈터 나이츠 컨텐츠를 위한 개발 자원은 바이오웨어의 새 잭품인 《드래곤 에이지》(Dragon Age)의 개발쪽으로 돌려질 것 같다.

## 언론의 평가
네버윈터 나이츠는 보통 매우 우호적인 리뷰를 받곤 했다. 게임스팟은 "RPG를 즐기지 않는 사람도 포함해 누구에게라도 권해줄 만 한 대단히 흔치 않은 게임 중 하나(one of those exceedingly rare games that has a lot to offer virtually everyone, even if they aren't already into RPGs)"라고 평했으며, 캠패인과 오로라 툴셋, 그리고 그래픽에 대해서 호평했다.

### 수상 경력
- E3 2000 게임 크리틱스 어워드: 베스트 RPG, 베스트 온라인 멀티플레이어
- E3 2001 게임 크리틱스 어워드: 베스트 롤 플레잉 게임
- E3 2002 게임 크리틱스 어워드: 베스트 롤 플레잉 게임

## 법적인 문제
처음 발매되었던 《네버윈터 나이츠》는 몇몇 초상화가 외부의 출처에서 복사해 온 것이었기 때문에 패치로 수정되었다.
또 다른 사례로는, 캐나다 적십자사가 게임 내의 힐러스 킷에 표시된 빨간 십자가에 대해서 게임의 폭력성과 연관되고 싶지 않다며 불만을 표시한 적이 있었다. 이 때문에 힐러스 킷의 빨간 십자가는 패치를 통해 삭제되었다.

## 교육 목적의 사용
- 《네버윈터 나이츠》는 영국의 웨스트 노팅엄셔 칼리지에서, 핵심 기술을 가르치고 IT 디자이너들에게 게임의 코딩을 어떻게 이해해야 하는지 보여주기 위한 교육의 목적으로 사용되었다.[5]

- 게임 자체와 오로라 툴셋은 캐나다 몬타리올의 유비아이소프트 캠퍼스에서 레벨 디자인 과정에 사용되었다.

- 캘리포니아 산 파블로의 콘트라 코스타 대학(Contra Costa College, CCC)에서 응용 컴퓨터 과학 프로그램에도 사용되었다. 응용 컴퓨터 과학 프로그램은 미들 칼리지 고등학교에서 진행 중인 CCC 연계교육 제도(Tech Prep)의 핵심 요소이다. 또한 챔플레인 대학은 현재 오로라 툴셋을 2 학년의 게임 디자인 과정에서 사용하고 있다.

- 인디애나 대학교의 가상 세계 프로젝트(The Synthetic Worlds Initiative)는 셰익스피어가 쓴 《리처드 3세》와 장미전쟁의 극적인 역사를 인터렉티브하게 탐험할 수 있는 아덴: 윌리엄 셰익스피어의 세계(Arden: World Of William Shakespeare)를 만드는 데 오로라 툴셋을 사용했다.

## 후속작
《네버윈터 나이츠》의 후속작인 《네버윈터 나이츠 2》(Neverwinter Nights 2)는 오랫동안 바이오웨어와 함께 일했던 옵시디언 엔터테인먼트가 개발했다. 바이오웨어에 따르면, 제작사가 교체된 이유는 《매스 이펙트》(Mass Effect)나 《드래곤 에이지》(Dragon Age) 같은 바이오웨어의 다른 타이틀 사업 때문이라고 한다.
《네버윈터 나이츠 2》는 11월 4일 이전에 미국과 유럽 국가들에서 출시되었으며, 오스트레일리아에서는 11월 16일에 출시되었다.

### 이 게임의 영향을 받은 작품
- 《스타워즈: 구공화국의 기사단》(Star Wars: Knights of the Old Republic, KotOR)

《스타워즈: 구공화국의 기사단》은 스타워즈 세계관에 기반한 롤 플레잉 게임이며, 바이오웨어가 《네버윈터 나이츠》의 오로라 엔진을 크게 개량한 인피니티 엔진을 사용해서 만들었다. 후속작인 《스타워즈: 구공화국의 기사단 II: 시스 로드》(Star Wars: Knights of the Old Republic II: The Sith Lords) 역시 동일한 개량된 엔진으로 만들어졌다. 이 때문에 모더들은 이 게임의 모드를 만드는 데 《네버윈터 나이츠》의 모딩 도구를 사용할 수 있었다.
- 《더 위처》(The Witcher)

《더 위처》는 폴란드 회사인 CD 프로젝트(CD Projekt)가 《네버윈터 나이츠》의 오로라 엔진을 기반으로 만든 컴퓨터 롤플레잉 게임이다. 이 게임의 개발은 네버윈터 나이츠 커뮤니티 내에서 큰 기대를 모았었다.

## 평가
| 통합 점수      | 통합 점수 |
| 통합사         | 점수      |
| -------------- | --------- |
| 게임랭킹스     | 89.08%    |
| 메타크리틱     | 91/100    |
| 평론 점수      |           |
| 평론사         | 점수      |
| 올게임         | [ 8 ]     |
| 게임 인포머    | 8.75/10   |
| 게임프로       | [ 10 ]    |
| 게임스팟       | 9.2/10    |
| 게임스파이     | 91/100    |
| 게임존         | 9.3/10    |
| PC 게이머 (US) | 95/100    |
| FiringSquad    | 91%       |
| Gameplanet     |           |

| 수상   | 수상                                            |
| 평론사 | 수상                                            |
| ------ | ----------------------------------------------- |
|        | Best Role Playing Game, Best Online Multiplayer |
|        | Best Role Playing Game                          |
|        | Best Role Playing Game                          |
|        | Computer Role Playing Game of the Year          |

## 같이 보기
- 《발더스 게이트》
- 《플레인스케이프: 토먼트》